# Federació Europea d'Handbol
La Federació Europea d'Handbol (en anglès, European Handball Federation, EHF) és l'organització europea que es dedica a regular les normes de l'handbol a nivell professional, així com de celebrar periòdicament competicions i esdeveniments. És una de les cinc organitzacions continentals que conformen la Federació Internacional d'Handbol. Té la seu a Viena (Àustria) i comptava, el 2007, amb l'afiliació de 48 federacions nacionals.

## Història
L'EHF fou fundada el 17 de novembre del 1991 a Berlín (Alemanya) per representants de 8 federacions nacionals: Dinamarca, Finlàndia, França, Noruega, Països Baixos, Polònia, Suècia i Suïssa.
El 1994 se celebrà el primer Campionat Europeu d'Handbol Masculí a Portugal amb la participació de 12 seleccions nacionals i el primer Campionat Europeu d'Handbol Femení a Alemanya amb la participació de 12 seleccions nacionals.

## Organització
L'estructura jeràrquica de la federació està formada pel president, el secretari general i els vicepresidents, el congrés (efectuat cada any), el cos executiu i els comitès tècnics.

### Presidents
| No. | Període     | Nom               | País    |
| --- | ----------- | ----------------- | ------- |
| 1   | 1991 – 2004 | Staffan Holmqvist | Suècia  |
| 2   | 2004 – 2012 | Tor Lian          | Noruega |
| 3   | 2012 – 2016 | Jean Brihault     | França  |
| 4   | 2016 –      | Michael Wiederer  | Àustria |

### Estats membres
El 2007 l'EHF comptava amb l'afiliació de 48 federacions nacionals d'Europa.
| No. | País                 | Federació                                  | Lloc web |
| --- | -------------------- | ------------------------------------------ | -------- |
| 1   | Albània              | Federata Shqiptare e Hendbollit            |          |
| 2   | Alemanya             | Deutscher Handballbund                     | [ 1 ]    |
| 3   | Armènia              | Handball Federation of Armenia             |          |
| 4   | Àustria              | Österreichischer Handballbund              | [ 2 ]    |
| 5   | Azerbaidjan          | Handball Federation of Azerbaijan          |          |
| 6   | Belarús              | Belarussian Handball Federation            | [ 3 ]    |
| 7   | Bèlgica              | Union Belge de Handball                    | [ 4 ]    |
| 8   | Bòsnia i Hercegovina | Bosnia and Hercegovina Handball Federation |          |
| 9   | Bulgària             | Bulgarian Handball Federation              | [ 5 ]    |
| 10  | Croàcia              | Hrvatski rukometni savez                   | [ 6 ]    |
| 11  | Xipre                | Cyprus Handball Federation                 | [ 7 ]    |
| 12  | Dinamarca            | Dansk Håndbold Forbund                     | [ 8 ]    |
| 13  | Eslovàquia           | Slovenský zväz hádzanej                    | [ 9 ]    |
| 14  | Eslovènia            | Rokometna zveza Slovenije                  | [ 10 ]   |
| 15  | Espanya              | Federación Española de Balonmano           | [ 11 ]   |
| 16  | Estònia              | Estonian Handball Association              | [ 12 ]   |
| 17  | Illes Fèroe          | Hondbolsamband Föroya                      |          |
| 18  | Finlàndia            | Finnish Handball Association               | [ 13 ]   |
| 19  | França               | Fédération Française de Handball           | [ 14 ]   |
| 20  | Geòrgia              | Georgian Handball Association              |          |
| 21  | Grècia               | Hellenic Handball Federation               | [ 14 ]   |
| 22  | Hongria              | Magyar Kézilabda Szövetség                 | [ 15 ]   |
| 23  | Islàndia             | Handknattleikssamband Íslands              | [ 16 ]   |
| 24  | Irlanda              | Irish Olympic Handball Association         | [ 17 ]   |
| 25  | Israel               | Israel Handball Association                | [ 18 ]   |
| 26  | Itàlia               | Federazione Italiana Giouco Handball       | [ 19 ]   |
| 27  | Letònia              | Latvijas Handbola federācija               | [ 20 ]   |
| 28  | Liechtenstein        | Liechtensteiner Handball-Verband           | [ 21 ]   |
| 29  | Lituània             | Lietuvos rankinio federacija               | [ 22 ]   |
| 30  | Luxemburg            | Fédération Luxembourgeoise de Handball     | [ 23 ]   |
| 31  | Macedònia del Nord   | North Macedonia Handball Federation        | [ 24 ]   |
| 32  | Malta                | Malta Handball Association                 | [ 25 ]   |
| 33  | Moldàvia             | Handball Federation of Moldavia            |          |
| 34  | Mònaco               | Fédération Monégasque de Handball          |          |
| 35  | Montenegro           | Montenegro Handball Federation             | [ 26 ]   |
| 36  | Noruega              | Norges Håndballforbund                     | [ 27 ]   |
| 37  | Països Baixos        | Nederlandse Handbal Verbond                | [ 28 ]   |
| 38  | Polònia              | Związek Piłki Ręcznej w Polsce             | [ 28 ]   |
| 39  | Portugal             | Federação de Andebol de Portugal           | [ 29 ]   |
| 40  | Txèquia              | Český Svaz Házené                          | [ 30 ]   |
| 41  | Regne Unit           | British Handball Association               | [ 31 ]   |
| 42  | Romania              | Federaţia Română de Handbal                | [ 32 ]   |
| 43  | Rússia               | Russian Handball Union                     | [ 33 ]   |
| 44  | Sèrbia               | Handball Federation of Serbia              | [ 34 ]   |
| 45  | Suècia               | Svenska Handbollförbundet                  | [ 35 ]   |
| 46  | Suïssa               | Schweizerischer Handball-Verband           | [ 36 ]   |
| 47  | Turquia              | Turkish Handball Federation                | [ 37 ]   |
| 48  | Ucraïna              | Handball Federation of Ukraine             | [ 38 ]   |